# Албанія на Чемпіонаті світу з легкої атлетики 2017
Албанія на Чемпіонаті світу з легкої атлетики 2017, що проходив з 4 по 13 серпня 2017 року в Лондоні (Велика Британія) була представлена 1 спортсменом.

## Результати

### Жінки
Трекові і шосейні дисципліни
| Спортсмен  | Дисципліна           | Забіги    | Забіги | Півфінал  | Півфінал | Фінал     | Фінал |
| Спортсмен  | Дисципліна           | Результат | Місце  | Результат | Місце    | Результат | Місце |
| ---------- | -------------------- | --------- | ------ | --------- | -------- | --------- | ----- |
| Луїза Гега | 3000 м з перешкодами |           |        | Н/Д       | Н/Д      |           |       |